# Uzama
Les Uzama Nihiron, également connus sous le nom d'Uzama ou Faiseurs de rois dans le Royaume du Bénin, représentent un groupe de chefs de haut rang de l'histoire d'Edo (actuel Benin City). Tout comme les Oyo Mesi (en) dans le royaume Oyo, les Uzama ont pour responsabilité de couronner un nouveau roi dans le royaume du Bénin, autrefois Igodomigodo. Leur présence remonte à l'ère des Ogisos, dirigée par l'Oliha (chef des Uzama), et perdure à travers l'ère des Obas. Les Uzama jouent un rôle crucial dans l'histoire Edos, participant à la destitution du dernier Ogiso et à l'avènement de la dynastie des Obas. 
Cependant, leur relation avec les Obas se dégrade rapidement et provoque des conflits impliquant l'autonomie des Obas, la succession au trône et les rôles et fonctions relatifs à la gestion du royaume. Le déclin progressif des Uzama s'observe durant la période précoloniale, bien que leur rôle reste significatif dans les affaires politiques et culturelles du royaume. Ils continuent de jouer un rôle lors des cérémonies et des festivals traditionnels du Bénin. 

## Historique
La présence des Uzama est déjà attestée durant l'ère des Ogisos et se compose de quatre à sept chefs dirigés par le chef Oliha. 
Il est envisagé par les historiens que les Uzama représentent le plus ancien organe ayant dirigé la ville d'Edo avant l'arrivée des Ogisa. En effet, la ville est « dirigée par l'Ogiame et l'Uzaman Nihino ». Ils préservent leurs rôles et fonctions durant l'ère des Ogisos qui doivent suivre leur conseil. La destitution et le bannissement du dernier Ogiso trouve son origine dans un refus d'exécuter et suivre les conseils des Uzamas. Selon la tradition orale, ce sont également les Uzamas qui font la demande auprès d'Ife d'obtenir une nouvelle dynastie régnante à cause de l'instabilité causée par l'absence d'une autorité durant l'interrègne. Cette nouvelle dynastie est celle des Obas.
Ils se sont régulièrement retrouvés en conflit avec les Oba. C'est notamment le cas lors de conflits de succession. Ces conflits remontent aux commencements de la dynastie des Obas. En effet, Eweka Ier, le premier Oba, s'installe au sein du palais des Uzamas. Plus tard, Ewedo déplacera son palais et sa cour sans en aviser les Uzamas afin de gagner en indépendance et en capacité de contrôle, provoquant un conflit interne avec eux. Selon la tradition, Ewedo crée également un conseil exécutif et plusieurs titres du palais afin de déposséder progressivement les Uzamas de leurs différents rôles et pouvoirs. Plus tard, Ewuare incorpore aux Uzamas un titre dédié à un fils des Obas afin que ce titre soit hérité, lui permettant de garder un contrôle sur leurs actions. Esigie tente quant à lui de réduire la souveraineté des Uzama en entourant leur palais de digues défensives. En effet, s'ils perdent leurs pouvoirs au sein d'Edo, ils gardent un contrôle qui échappe à l'emprise des Obas sur de nombreux villages du royaume du Bénin.
Le rôle des Uzama décline progressivement durant la période précoloniale et n'a plus qu'un rôle minime au sein du conseil de l'Oba lors de l'établissement de la loi coloniale britannique. Ils peuvent être consultés sur tous types de sujets et, après 1920, retrouvent un droit d'accès au sein du conseil de l'Oba qui y intègre d'office deux chefs Uzama supplémentaires.

## Infrastructure
Les Uzamas possèdent un palais qui leur est dédié, nommé Uzama Edigin. Il comporte 25 pièces et est l'un des plus petits palais aristocratiques du royaume du Bénin à la suite de sa destruction en 1897 lors de l'expédition punitive britannique au Bénin. Traditionnellement, ce palais est situé dans l'enceinte extérieur de Benin City, sur la rive est. Cet emplacement leur est désigné depuis l'ère des Ogisos et leur souveraineté est préservée, mais parfois réduite, durant l'ère des Obas.

## Caractéristiques
Les Uzama possèdent des titres et fonctions héritées par primogéniture. Ils sont généralement présents lors des cérémonies, rituels et festivals traditionnels du royaume du Benin tel que le festival Igue. Ils portent des vêtements rouge vif et une coiffe à la suite du décret de 1930 qui adopte la tenue traditionnelle des Uzama. Certaines fonctions jouissent d'une relation privilégiée avec l'Oba, telle que l'Oloton, fonction créée par un Oba pour gérer ses appartements privés ainsi que son autel.
Parmi les autres chefs détenant le titre d'Uzama figurent Edohen, Ezomo, Ero, Eholo Nire et Oloton. S'ils ont la charge de couronner le nouvel Oba du Bénin, ils n'ont pas le pouvoir de choisir le roi,,.

## Voir également
- Royaume du Bénin
- Oba du Bénin
- Liste des Ogiso